# كامل عياد
محمد كامل عيّاد (1901 - 1986 م) هو أديب ومحقق، من أهل طرابلس الغرب.

## حياته
ولد سنة 1901م في طرابلس الغرب ليبيا، اضطر والده الشيخ علي عياد إلى الهجرة أثناء الغزو الإيطالي لليبيا سنة 1911م إلى تركيا، وتابع دراسته في إسطنبول ومدينة بورصة، وانتقل إلى حلب سنة 1914م.
سافر إلى ألمانيا سنة 1921 ودرس في جامعة بارلين واشتغل في الصحافة واشترك في تأسيس مجلة العربية اسمها الحمامة، وجريدة الألمانية اسمها (صدى الإسلام).
تحصل على الماجستير في الأدب، والدكتوراه في الفلسفى سنة 1930م ونشرت أطروحته في نفس السنة باللغة الألمانية عن (نظرية ابن خلدون في التاريخ والاجتماع).

## مؤلفاته
- Mohammed Kamil Ayad (1930). Die Geschichts- und Gesellschaftslehre Ibn Haldūns (ط. الأولى). Stuttgart/Berlin: J. G. Cotta’sche Buchh. Nachf.

- جميل صليبا؛ كامل عياد (1948). المنطق وطرائق العلم العامة (ط. الأولى). دمشق: مكتبة العلوم والآداب.

- جميل صليبا؛ كامل عياد (1933). ابن خلدون: منتخبات (ط. الأولى). دمشق: مكتب النشر العربي.

- جميل صليبا؛ كامل عياد (1939). حي بن يقظان: لابن طفيل الأندلسي (ط. الثانية). دمشق: مكتب النشر العربي.

- جميل صليبا؛ كامل عياد (1939). المنقذ من الضلال: لحجة الإسلام الغزالي (ط. الثالثة). دمشق: مكتب النشر العربي.

## روابط خارجية
- كامل عياد على موقع أرشيف الشارخ.